# Arthur Numan
Arthur Numan (født 14. december 1969 i Heemskerk, Holland) er en tidligere hollandsk fodboldspiller, der spillede som venstre back hos flere klubber, samt for Hollands landshold. Af hans klubber kan blandt andet nævnes PSV Eindhoven i hjemlandet, samt skotske Rangers F.C. Med PSV vandt han ét hollandsk mesterskab og med Rangers tre skotske mesterskaber.

## Landshold
Numan spillede i årene mellem 1992 og 2002 45 kampe for Hollands landshold. Han repræsenterede sit land ved EM i 1994, EM i 1996, VM i 1998 samt EM i 2000.